# كيرني (نيوجيرسي)
كيرني (بالإنجليزية: Kearny town, New Jersey)‏ هي بلدة تقع بولاية نيوجيرسي في الولايات المتحدة. تبلغ مساحتها 26.61 كم2، وترتفع عن سطح البحر 2.1336 م، بلغ عدد سكانها 40,684 نسمة في عام 2010 حسب إحصاء مكتب تعداد الولايات المتحدة وتصل الكثافة السكانية فيها 1,528.9 نسمة لكل كيلومتر مربع (3,959.8/ميل2).

## التركيبة السكانية
حدّد مكتب تعداد الولايات المتحدة بيانات التركيبة السكانية لكيرني في تعداد الولايات المتحدة. في ما يلي، التركيبة السكانية حسب تعدادي 2000 و2010.

### تعداد عام 2000
بلغ عدد سكان كيرني 40,513 نسمة بحسب تعداد عام 2000، وبلغ عدد الأسر 13,539 أسرة وعدد العائلات 9,809 عائلة مقيمة في البلدة. في حين سجلت الكثافة السكانية 1,522.5 نسمة لكل كيلومتر مربع (3,943.3/ميل2). وبلغ عدد الوحدات السكنية 13,872 وحدة بمتوسط كثافة قدره 521.3 لكل كيلومتر مربع (1,350.2/ميل2).
وتوزع التركيب العرقي للبلدة بنسبة 75.75% من البيض و3.97% من الأمريكيين الأفارقة و0.37% من الأمريكيين الأصليين و5.50% من الأمريكيين ذوي الأصول الآسيوية و0.07% من سكان جزر المحيط الهادئ و10.04% من الأعراق الأخرى و4.31% من عرقين مختلطين أو أكثر و27.34% من الهسبانيون أو اللاتينيون من أي عرق.
بلغ عدد الأسر 13,539 أسرة كانت نسبة 37.7% منها لديها أطفال تحت سن الثامنة عشر تعيش معهم، وبلغت نسبة الأزواج القاطنين مع بعضهم البعض 53.8% من أصل المجموع الكلي للأسر، ونسبة 13.2% من الأسر كان لديها معيلات من الإناث دون وجود شريك،  بينما كانت نسبة 5.5% من الأسر لديها معيلون من الذكور دون وجود شريكة وكانت نسبة 27.6% من غير العائلات. تألفت نسبة 21.8% من أصل جميع الأسر من عدة أفراد يعيشون في نفس المنزل ونسبة 8.8% كانت تتألف من شخص يعيش بمفرده يبلغ من العمر 65 عاماً أو أكثر. وبلغ متوسط حجم الأسرة المعيشية 2.81، أما متوسط حجم العائلات فبلغ 3.28.
بلغ العمر الوسطي للسكان 34.7 عاماً. وكانت نسبة 21.4% من القاطنين تحت سن الثامنة عشر، وكانت نسبة 9.3% بين الثامنة عشر والرابعة والعشرين عاماً، ونسبة 31.9% كانت واقعةً في الفئة العمرية ما بين الخامسة والعشرين والرابعة والأربعين عاماً، ونسبة 20.7% كانت ما بين الخامسة والأربعين والرابعة والستين، ونسبة 10.4% كانت ضمن فئة الخامسة والستين عاماً فما فوق. يوجد لكل 100 أنثى 96.7 ذكر، ويوجد لكل 100 أنثى في الثامنة عشر من عمرها فما فوق 94.3 ذكر.
بلغ متوسط دخل الأسرة في البلدة 0 دولارًا، أما متوسط دخل العائلة فبلغ 0 دولارًا. وكان متوسط دخل الذكور 20,733 دولارًا مقابل 17,232 دولارًا للإناث. وسجل دخل الفرد الخاص بالبلدة 11,186 دولارًا.

### تعداد عام 2010
بلغ عدد سكان كيرني 40,684 نسمة بحسب تعداد عام 2010، وبلغ عدد الأسر 13,462 أسرة وعدد العائلات 9,923 عائلة مقيمة في البلدة. في حين سجلت الكثافة السكانية 1,528.9 نسمة لكل كيلومتر مربع (3,959.8/ميل2). وبلغ عدد الوحدات السكنية 14,180 وحدة بمتوسط كثافة قدره 532.9 لكل كيلومتر مربع (1,380.2/ميل2).
وتوزع التركيب العرقي للبلدة بنسبة 73.57% من البيض و5.37% من الأمريكيين الأفارقة و0.40% من الأمريكيين الأصليين و4.41% من الأمريكيين ذوي الأصول الآسيوية و0.08% من سكان جزر المحيط الهادئ و12.53% من الأعراق الأخرى و3.63% من عرقين مختلطين أو أكثر و39.95% من الهسبانيون أو اللاتينيون من أي عرق.
بلغ عدد الأسر 13,462 أسرة كانت نسبة 37.2% منها لديها أطفال تحت سن الثامنة عشر تعيش معهم، وبلغت نسبة الأزواج القاطنين مع بعضهم البعض 51.6% من أصل المجموع الكلي للأسر، ونسبة 15.6% من الأسر كان لديها معيلات من الإناث دون وجود شريك،  بينما كانت نسبة 6.5% من الأسر لديها معيلون من الذكور دون وجود شريكة وكانت نسبة 26.3% من غير العائلات. تألفت نسبة 21% من أصل جميع الأسر من عدة أفراد يعيشون في نفس المنزل ونسبة 7.7% كانت تتألف من شخص يعيش بمفرده يبلغ من العمر 65 عاماً أو أكثر. وبلغ متوسط حجم الأسرة المعيشية 2.83، أما متوسط حجم العائلات فبلغ 3.28.
بلغ العمر الوسطي للسكان 36.4 عاماً. وكانت نسبة 20.7% من القاطنين تحت سن الثامنة عشر، وكانت نسبة 11% بين الثامنة عشر والرابعة والعشرين عاماً، ونسبة 31.2% كانت واقعةً في الفئة العمرية ما بين الخامسة والعشرين والرابعة والأربعين عاماً، ونسبة 26.4% كانت ما بين الخامسة والأربعين والرابعة والستين، ونسبة 10.7% كانت ضمن فئة الخامسة والستين عاماً فما فوق. وتوزع التركيب الجنسي للسكان بنسبة 51.5% ذكور و48.5% إناث.

## وصلات خارجية
- الموقع الرسمي